# 640
640 (DCXL) je bilo prestopno leto, ki se je po julijanskem koledarju začelo na soboto.

## Dogodki
- 1. januar

## Smrti
- Arnulf, škof Metza  (* okrog 582)